# Línea Chūō (Metro de Osaka)
La Línea Chūō (中央線 Chūō-sen) es una línea del metro de Osaka. Este línea conecta la ciudad de Osaka del este a oeste. Los nombres oficial de este línea son  Línea 4 de la Tranvía Eléctrico Rápido (高速電気軌道第4号線) y Línea 4 del Ferrocarril Rápido de la Ciudad de Osaka (大阪市高速鉄道第4号線).

## Historia
La primera sección de la cuarta línea fue inaugurada en 1961 entre las estaciones Osakako y Bentencho; este sección fue la primera sección del metro con estaciones elevadas. En 1964, este sección fue extendido de Bentencho a la estación Hommachi (con una estación elevada a Kujo y una estación subterránea a Awaza). La segunda sección de la línea fue inaugurada en 1967 entre las estaciones Tanimachi Yonchome y Morinomiya; este sección fue extendido a la estación Fukaebashi en 1968. En 1969, la estación Sakaisuji-Hommachi fue inaugurada y las dos secciones de la línea se unieron en la línea Chūō.
En 1985, la línea fue extendido a Nagata. Sin embargo, la ampliación de la línea no fue completo; la línea Higashiosaka de Kintetsu fue inaugurada en 1986 entre las estaciones Nagata y Ikoma. Servicios recíprocos existen entre las dos líneas.
En 1997, la línea OTS Technoport fue inaugurada entre las estaciones Osakako y Cosmosquare; este línea fue integrada en la línea Chūō en 2005. Una extensión de la línea Higashiosaka de Kintetsu a la estación Gakken Nara-Tomigaoka fue abierto en el 27 de marzo de 2006; en este tiempo, la línea Higashiosaka fue renombrado como la línea Keihanna.

## Estaciones
| Código                                                                                   | Estación                           | Japonés             | Longitud (km) | Transferencias                                                             | Ubicación             |
| ---------------------------------------------------------------------------------------- | ---------------------------------- | ------------------- | ------------- | -------------------------------------------------------------------------- | --------------------- |
| C09                                                                                      | Yumeshima                          | 夢洲                |               |                                                                            | Konohana-ku, Osaka    |
| C10                                                                                      | Cosmosquare                        | コスモスクエア      | 0.0           | Línea Nankō Port Town (P09)                                                | Suminoe-ku, Osaka     |
| C11                                                                                      | Osakako (Tempozan)                 | 大阪港 （天保山）   | 2.4           |                                                                            | Minato-ku, Osaka      |
| C12                                                                                      | Asahiobashi                        | 朝潮橋              | 3.9           |                                                                            | Minato-ku, Osaka      |
| C13                                                                                      | Bentenchō                          | 弁天町              | 5.5           | JR West: Línea Circular de Osaka                                           | Minato-ku, Osaka      |
| C14                                                                                      | Kujō                               | 九条                | 6.8           | Hanshin: Línea Namba                                                       | Nishi-ku, Osaka       |
| C15                                                                                      | Awaza                              | 阿波座              | 8.3           | Línea Sennichimae (S13)                                                    | Nishi-ku, Osaka       |
| C16                                                                                      | Hommachi (Semba-nishi)             | 本町 （船場西）     | 9.4           | - Línea Midōsuji (M18) - Línea Yotsubashi (Y13)                            | Chūō-ku, Osaka        |
| C17                                                                                      | Sakaisuji-Hommachi (Semba-higashi) | 堺筋本町 （船場東） | 10.1          | Línea Sakaisuji (K15)                                                      | Chūō-ku, Osaka        |
| C18                                                                                      | Tanimachi Yonchōme                 | 谷町四丁目          | 11.1          | Línea Tanimachi (T23)                                                      | Chūō-ku, Osaka        |
| C19                                                                                      | Morinomiya                         | 森ノ宮              | 12.4          | - Línea Nagahori Tsurumi-ryokuchi (N20) - JR West: Línea Circular de Osaka | Chūō-ku, Osaka        |
| C20                                                                                      | Midoribashi                        | 緑橋                | 13.6          | Línea Imazatosuji (I20)                                                    | Higashinari-ku, Osaka |
| C21                                                                                      | Fukaebashi                         | 深江橋              | 14.7          |                                                                            | Higashinari-ku, Osaka |
| C22                                                                                      | Takaida                            | 高井田              | 16.1          | JR West: Línea Osaka Higashi (Takaida-Chuo)                                | Higashiosaka          |
| C23                                                                                      | Nagata                             | 長田                | 17.9          | Kintetsu: Línea Keihanna                                                   | Higashiosaka          |
| ↓ Servicio recíproco a la estación Gakken Nara-Tomigaoka a través de la Línea Keihanna ↓ |                                    |                     |               |                                                                            |                       |